# Jisca Kalvanda
Jisca Kalvanda (* 15. Juni 1994) ist eine französische Filmschauspielerin.

## Leben
Jisca Kalvanda erste größere Arbeit ist das Migranten-Drama Max & Lenny, wo sie „Max“ verkörperte. 2016 spielte sie „Rebecca“ im Drama Divines und 2017 „Madame Werba“ in Ein Kuss von Béatrice. 2020 wirkte sie in der Comedyserie Derby Girl mit.

## Filmografie (Auswahl)
- 2014: 3xManon (Miniserie, 3 Folgen)
- 2014: Max & Lenny
- 2016: Divines
- 2017: Ein Kuss von Béatrice (Sage Femme)
- 2017: De toutes mes forces
- 2018: Bonhomme
- 2019: Exfiltrés
- 2020: Derby Girl (Fernsehserie, 8 Folgen)
- 2021: Führerschein und nichts wie weg (La bonne conduite)